# Alter Bahnhof Oberkassel

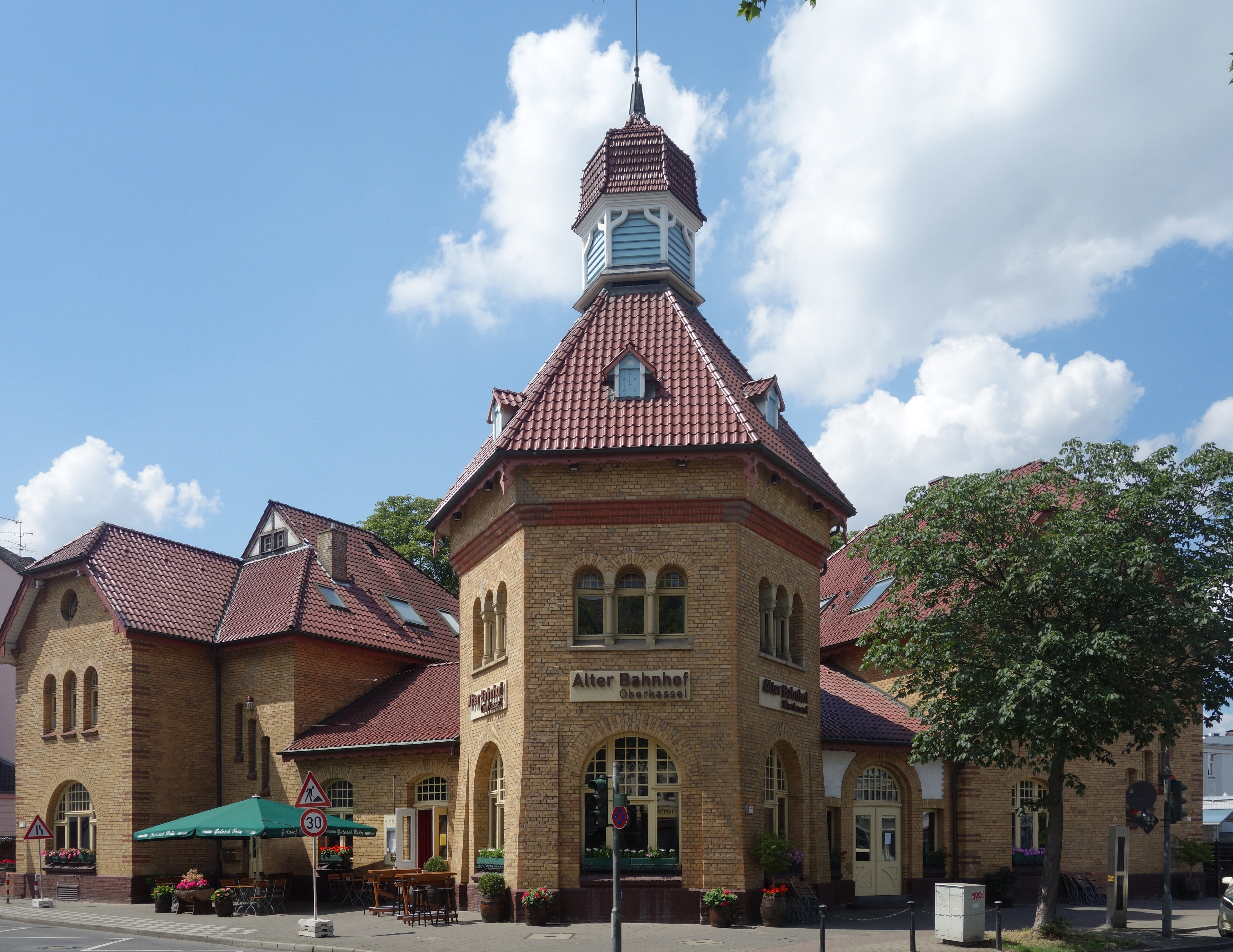
Alter Bahnhof Oberkassel, Juli 2020

Der Alte Bahnhof Oberkassel ist ein ehemaliges Bahnhofs-Empfangsgebäude am Belsenplatz im Düsseldorfer Stadtteil Oberkassel. Er zählt zu den Baudenkmälern Oberkassels.

## Geschichte
Der Bahnhof Ober-Cassel wurde am 17. Januar 1853 mit der Betriebsaufnahme auf der Bahnstrecke Mönchengladbach–Düsseldorf der Aachen-Neuß-Düsseldorfer Eisenbahn-Gesellschaft eröffnet. Ein weiterer Bahnhof (Obercassel Rheinstation) entstand um 1854 in Oberkassel auf den Rheinwiesen. Bereits 1884 wurde die Strecke wieder zum Bahnhof Obercassel am heutigen Belsenplatz verkürzt. Das heute noch vorhandene Bahnhofsgebäude entstand dort 1896. Zu den Warteräumen gehörte das Turmzimmer, es war für die Fahrgäste der Ersten Klasse bestimmt. Zur Zeit des Baus gab es bei den Preußischen Staatseisenbahnen, die die Bahngesellschaft inzwischen übernommen hatten, vier Wagenklassen.
1898 nahm die Rheinische Bahngesellschaft (heute Rheinbahn) ihre erste elektrische Straßenbahnlinie in Betrieb, die von Düsseldorf über Meerbusch nach Krefeld führende K-Bahn. 1901 folgte die Straßenbahnlinie von Düsseldorf nach Neuss. Aufgrund dieser Konkurrenz wurde der Personenverkehr zum Bahnhof Oberkassel 1902 eingestellt. Die Warteräume des Empfangsgebäudes wurden in eine Gaststätte umgewandelt. Die Anlagen des Kopfbahnhofs Obercassel dienten nur noch dem Güterverkehr. Nur in den Jahren nach dem Zweiten Weltkrieg wurde der Personenverkehr kurzfristig wieder aufgenommen. Der Güterverkehr wurde 1972 eingestellt. Die Flächen wurden dann unter anderem von einem Holzhandelunternehmen genutzt. Ab 2010 entstanden Wohnbebauung und der Belsenpark als öffentliche Parkfläche auf dem ehemaligen Bahnhofsgelände, dessen Großteil bis dahin brachlag. In einem zweiten Bauabschnitt entstanden auf dem westlichen Teil weitere Wohngebäude sowie Büro- und Geschäftsgebäude.
Das Bahnhofsgebäude mit seiner Gastronomie hatte zwei Pächter, bis Josef Vossen aus Oberlörick es 1911 übernahm. Der Bahnhof blieb zwei weitere Generationen im Familienbesitz. Die Brüder Hans und Josef Vossen kündigten die Pacht 1988 aus Altersgründen. Die Deutsche Bundesbahn als Eigentümerin wollte das mittlerweile marode Gebäude an eine Eigentümergemeinschaft verkaufen, die dort Büros einrichten wollte. Nach Protesten erwarb 1991 der Oberkasseler Iraner Mohammad Rahbaran das Gebäude und investierte sieben Millionen Mark in die Sanierung und eröffnete den alten Bahnhof einige Jahre später als Gastrobrauerei unter dem Namen Belsenbräu. Mit dieser Investition wollte er die 120 Jahre alte Tradition der Gastlichkeit in dem Gebäude anknüpfen. Nach Verkauf des Gastrobetriebs einige Jahre später wurde Belsenbräu mehrere Male umbenannt und firmiert jetzt unter dem Namen Alter Bahnhof.
Das Gebäude beherbergt heute (2022) eine Gastronomie, die seit 2007 von Jürgen Flohr und Klaus Unterwainig betrieben wird. Seit 2008 wird eigenes Bier gebraut.

### Weitere Bilder

Bahnhof Oberkassel auf den Rheinwiesen, circa 1890
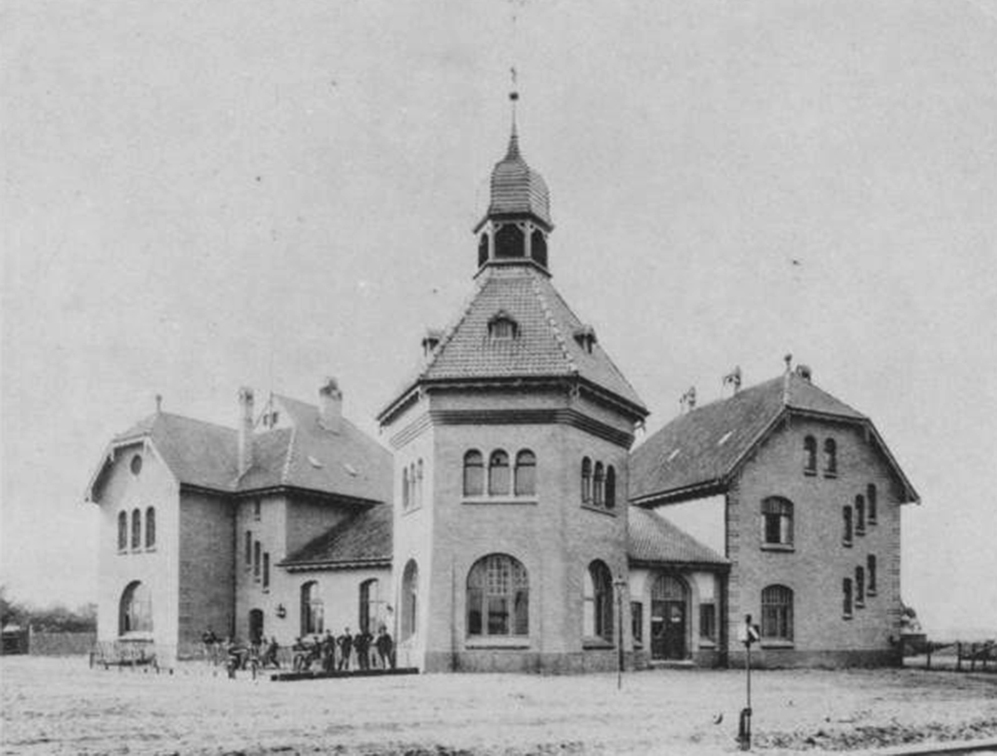
Bahnhof Oberkassel, 1898
Bahnhof Oberkassel mit im Bau befindlicher Straßenbahnstrecke, circa 1900
Bahnhof Oberkassel, circa 1910
Ansichtskarte des Bahnhofsvorplatzes, vor 1912
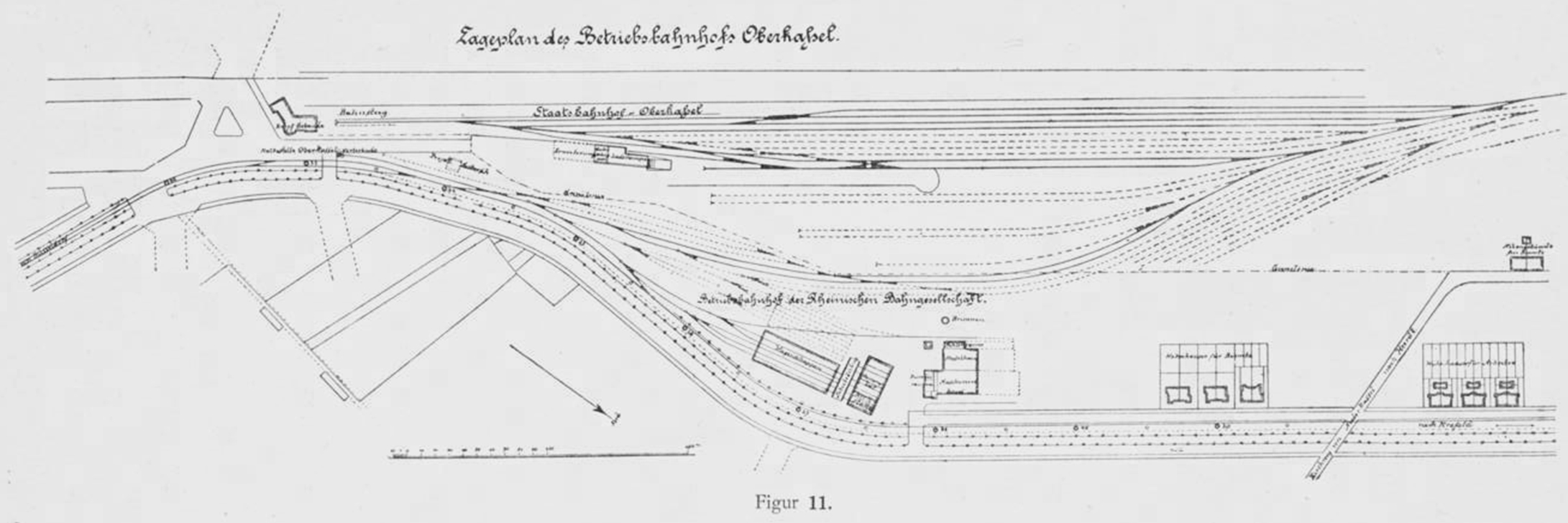
Lageplan des Betriebsbahnhofs Oberkassel